# Claude Joseph Rouget de Lisle

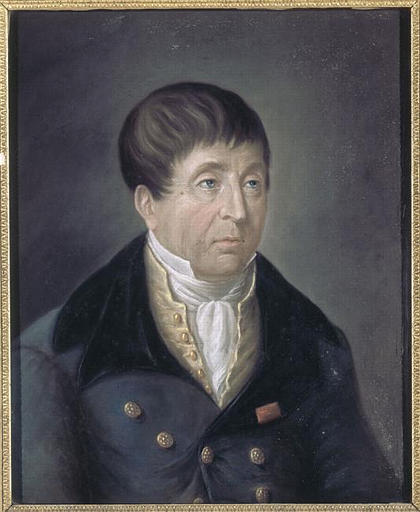
Claude Joseph Rouget de Lisle

Claude Joseph Rouget de Lisle oder Claude Joseph Rouget de l’Isle, geboren als Claude Joseph Rouget (* 10. Mai 1760 in Lons-le-Saunier; † 26. Juni 1836 in Choisy-le-Roi), war ein französischer Komponist, Dichter und Offizier, der als Schöpfer der Marseillaise, der französischen Nationalhymne, bekannt wurde.

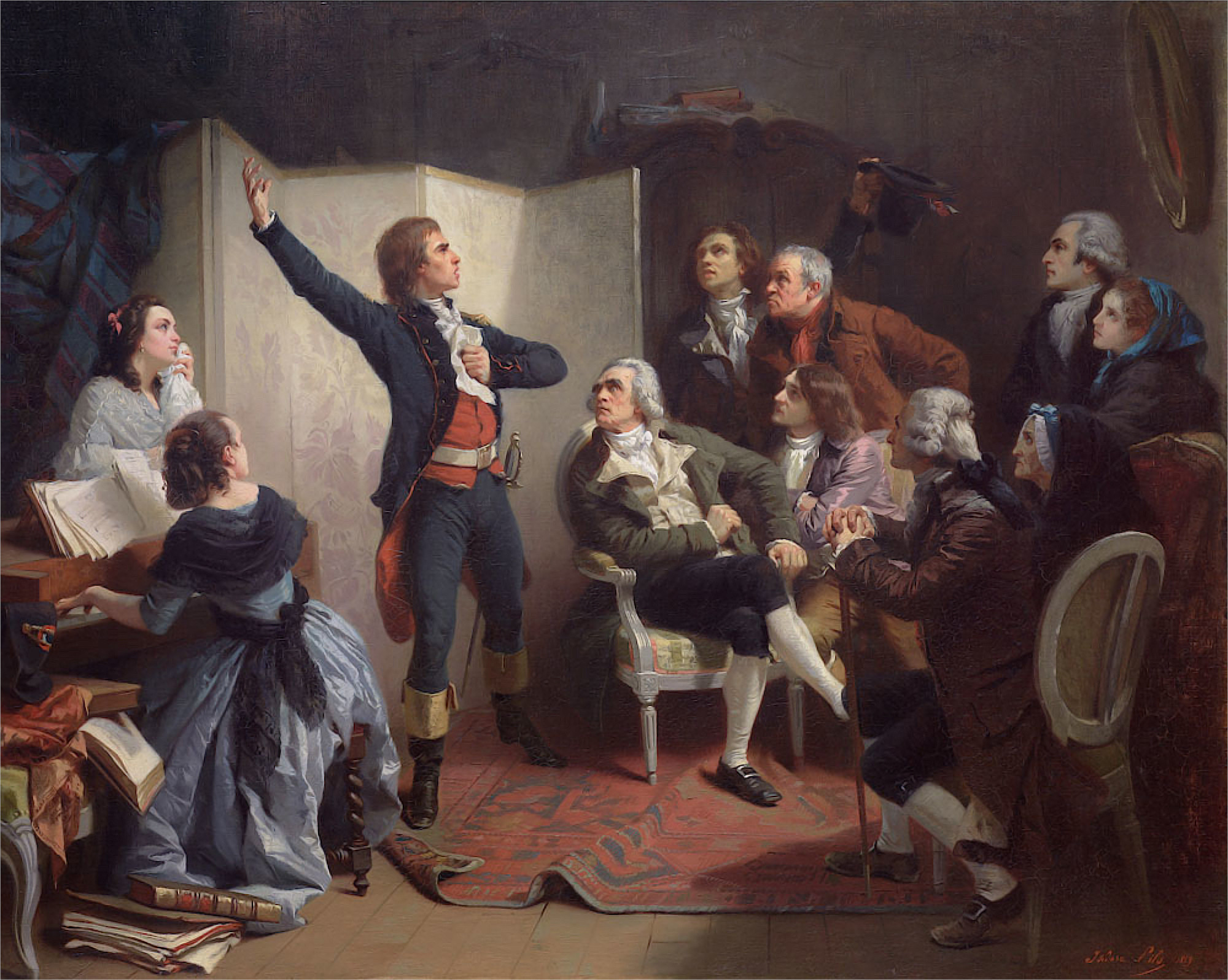
Rouget de Lisle chantant la Marseillaise (‚Rouget de Lisle, die Marseillaise singend‘) (Isidore Pils)

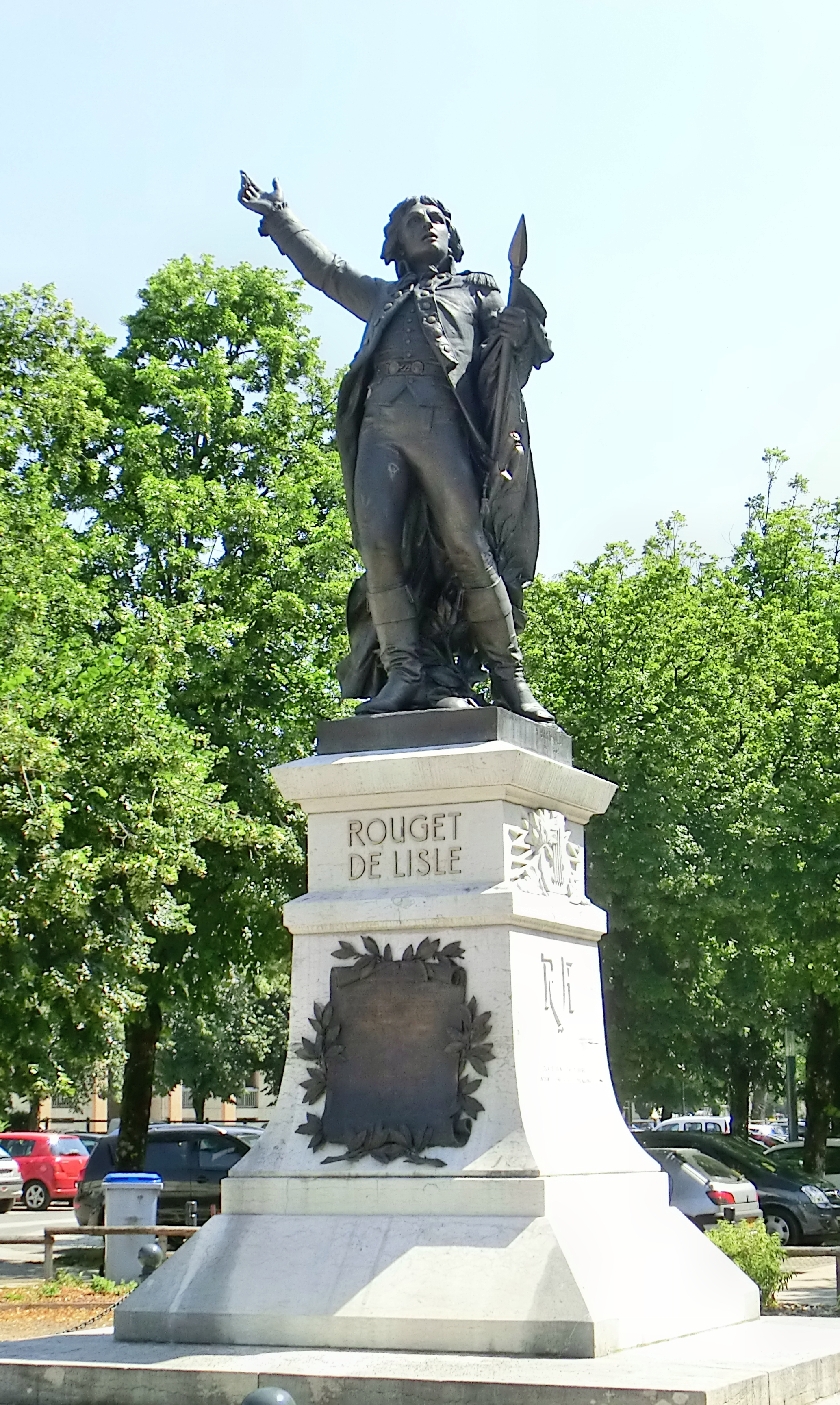
Denkmal in seiner Geburtsstadt Lons-le-Saunier

In der Nacht vom 25. auf den 26. April 1792, zu Beginn des Ersten Koalitionskriegs zwischen dem revolutionären Frankreich, der Habsburgermonarchie und weiteren europäischen Mächten, dichtete und komponierte Rouget de Lisle im elsässischen Straßburg das Kriegslied der Rheinarmee, Chant de guerre pour l’armée du Rhin. Dieses wurde unter der Bezeichnung Marseillaise zum beliebten Revolutionslied und am 14. Juli 1795, dem sechsten Jahrestag des Bastillesturms zur Nationalhymne Frankreichs erklärt. Während des Ersten Kaiserreichs und der Restaurationsepoche mehrmals verboten, wurde es erst nach der Julirevolution von 1830 wieder als solche anerkannt.

## Leben
Claude Joseph Rouget wurde am 10. Mai 1760 als ältester Sohn von Claude Ignace Rouget, eines königlichen Anwalts für die Bailliage und das Présidial-Gericht in Lons-le-Saunier, und Jeanne Madeleine Gaillande geboren. Nach einer Schulausbildung in seiner Geburtsstadt absolvierte er in Paris und anschließend an der 1748 gegründeten Armeeingenieursschule in Mézières eine militärische Ausbildung.
Nach erneutem Aufenthalt in Paris ab Februar 1790 kam er 1791 nach Straßburg, wo er im Februar 1792 zum Hauptmann ernannt wurde und im April desselben Jahres das später als Marseillaise und französische Nationalhymne bekanntgewordene patriotische Kriegslied Chant de guerre pour l’armée du Rhin zu Ehren von Nikolaus von Luckner komponierte.
In der Revolution vertrat Rouget de Lisle zunächst gemäßigte Positionen und war an den Kontroversen zwischen Feuillants und Jakobinern beteiligt. Während der Terrorherrschaft wurde er inhaftiert und wurde in der Folge zum Gegner der Revolution. Den Royalistenaufstand des 13. Vendémiaire 1795 lehnte er jedoch ab. Napoleon Bonaparte, der bei ihm eine Hymne in Auftrag gegeben hatte, die die Marseillaise verdrängen sollte, aber erfolglos blieb, stand er wegen dessen kaiserlicher Ambitionen kritisch gegenüber.
Unter der Restauration nach dem Ende der napoleonischen Herrschaft versuchte Rouget de Lisle, mit royalistischen Schriften und Liedern wie etwa Vive le Roi! Aufmerksamkeit und Gunst der neuen Herrscher zu gewinnen, während er seinen Lebensunterhalt durch Übersetzungs- und Abschriftarbeiten bestritt. Im Jahr 1826 kam er in Schuldhaft, die er im Pariser Gefängnis Sainte-Pélagie verbüßte. Erst der Bürgerkönig Louis-Philippe I. ließ ihm ab 1830 Ehrungen und eine Pension zukommen.
Claude Joseph Rouget de Lisle starb am 26. Juni 1836 im Alter von 76 Jahren in Choisy-le-Roi.

## Posthume Ehrungen

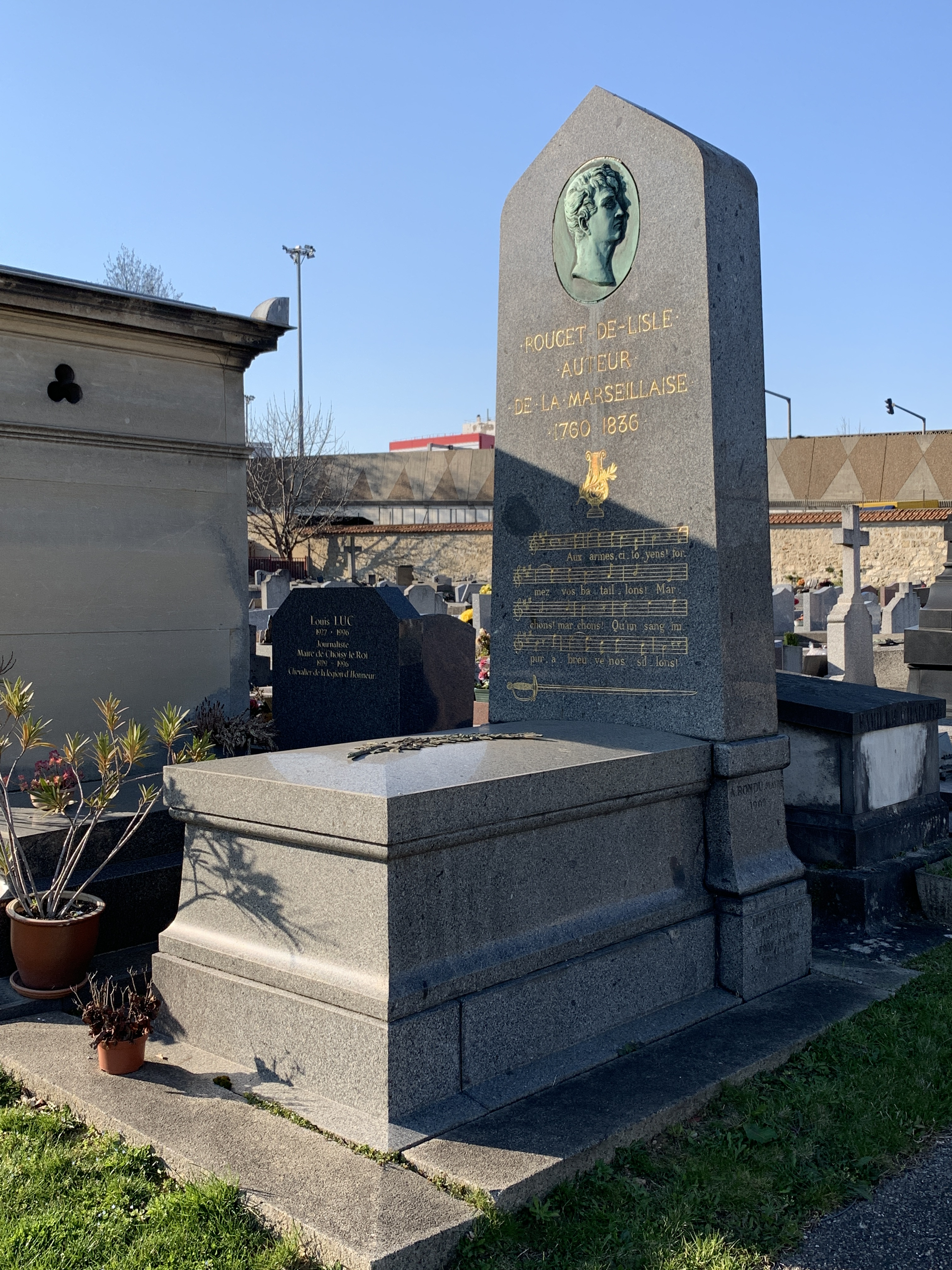
Kenotaph in Choisy-le-Roi

Am 14. Juli 1915 wurden die sterblichen Überreste Rouget de Lisles vom Friedhof Choisy-le-Roi in das Caveau des Gouverneurs der Pariser Soldatenkirche Cathédrale Saint-Louis-des-Invalides überführt. Die Zeremonie fand im Kontext des Ersten Weltkriegs statt, der knapp ein Jahr zuvor begonnen hatte. Sie sollte einer sich angesichts des länger als erwartet dauernden Konflikts abzeichnenden Kriegsmüdigkeit entgegenwirken. Der Feier wohnten die Präsidenten beider Parlamentskammern, Antonin Dubost und Paul Deschanel, sowie Staatspräsident Raymond Poincaré bei. Dieser sprach auf der Feier und nutzte die Gelegenheit, in einer berühmtgewordenen Rede seine Sicht der alleinigen Kriegsverantwortung der Mittelmächte zu bekräftigen.
Ursprünglich war eine Bestattung Rouget de Lisles im Panthéon vorgesehen gewesen. Diese scheiterte jedoch im letzten Moment an einem Formfehler. Der Beschluss zur Umbettung der sterblichen Überreste Rouget de Lisles nach Paris war erst so spät gefasst worden, dass das erforderliche parlamentarische Verfahren für eine Bestattung im Panthéon nicht absolviert werden konnte. Deshalb kam nur die weniger prestigeträchtige Bestattung im Hôtel des Invalides in Frage. Die Überführung in das Panthéon sollte nachgeholt werden, was jedoch nicht geschah. Auch eine entsprechende Initiative des Abgeordneten Georges Sarre im Jahr 1999 blieb ergebnislos. Bis heute (2023) sind die sterblichen Überreste Rouget de Lisles in einem der Öffentlichkeit nicht zugänglichen Teil der Cathédrale Saint-Louis-des-Invalides bestattet.
Eine Straße im 1. Pariser Arrondissement ist seit 1879 nach ihm benannt, ebenso Straßen und Plätze in Marseille, Lyon, Straßburg und anderen Städten. In seiner Geburtsstadt Lons-le-Saunier wurde 1882 ein ihm gewidmetes Denkmal mit einer von Frédéric-Auguste Bartholdi geschaffenen Statue Rougets enthüllt. In demselben Jahr wurde auch in seinem Sterbeort Choisy-le-Roi ein Denkmal mit Statue errichtet; es stammt von dem Bildhauer Léopold Clément Steiner. Mehrere Schulen in Frankreich tragen ebenfalls seinen Namen.

## Werk
- Bayard dans Bresse. Libretto, 1790/91. Musik: Stanislas Champein.[2]
- Romances, 1796.[1]
- Essais en vers et en prose, 1796.[1]
- L’école des mères, Lustspiel, 1798.[1]
- La matinée, Idyll, 1811.[1]
- Cinquante chants français, paroles de divers auteurs, mis en musique par Rouget de Lisle, Sammlung von Kriegs- und Revolutionsliedern, 1825.[1]
- Macbeth, Tragédie lyrique. Libretto nach Shakespeare. UA 1827 in Paris. Musik: Hippolyte Chelard.[1]
- Souvenirs de Quiberon.[1]

## Als Gestalt in der Dichtung
- Stefan Zweig: Das Genie einer Nacht. Die Marseillaise, 25. April 1792. In: Stefan Zweig: Sternstunden der Menschheit. 12 historische Miniaturen. (= Fischer-Bücherei. Band 595). Fischer, Frankfurt am Main [u. a.] 1964 (online auf Projekt Gutenberg-DE).